# Vision for Space Exploration
Vision for Space Exploration (Vize průzkumu kosmu) je program amerického NASA, který byl 14. ledna 2004 oznámen prezidentem USA Georgem Bushem. Byla to odpověď na havárii raketoplánu Columbia a cesta k znovunabytí veřejného nadšení k výzkumu kosmu.
Hlavními cíli tohoto programu jsou:
- Dokončení Mezinárodní kosmické stanice v roce 2010
- Ukončení programu amerického raketoplánu v roce 2010
- Vyvinutí nové kosmické lodi pojmenované Orion k roku 2008, a uskutečnění první mise s posádkou v roce 2014
- Vývoj nové nosné rakety pojmenované Ares
- Výzkum Měsíce nejprve automatickými sondami od roku 2008, poté budou následovat lidské mise od roku 2020
- Výzkum Marsu a jiných cílů pomocí lidských či automatických misí